# Therese Zenz
Therese Zenz (Merzig, Sarre, 15 de outubro de 1932 — Merzig, 22 de outubro de 2019) foi uma ex-canoísta de velocidade alemã na modalidade de canoagem.

## Carreira
Foi vencedora das medalhas de Prata em K-1 500 m em Melbourne 1956 e em Roma 1960.
Foi vencedora da medalha de Prata em K-2 500 m em Roma 1960.